# Sereias (minissérie)
Sereias (no original em inglês: Sirens) é uma minissérie norte-americana de humor ácido criada por Molly Smith Metzler, baseada em sua peça Elemeno Pea de 2011. Ambientada ao longo de um único fim de semana em uma luxuosa propriedade de praia, a minissérie explora temas de gênero, poder e classe social. Estreou em 22 de maio de 2025 e recebeu críticas geralmente positivas dos críticos. 

## Premissa
Devon, uma jovem perspicaz, mas perturbada, fica cada vez mais alarmada com o envolvimento inquietante da sua irmã Simone com a sua nova empregadora, a enigmática e controladora bilionária Michaela Kell. Quando Devon decide procurar Simone e impulsivamente se convida para a opulenta propriedade de Michaela na ilha fictícia de Port Haven, as tensões aumentam rapidamente. À medida que Devon observa a dinâmica psicológica em jogo, ela se convence de que Simone está presa em um relacionamento tóxico e potencialmente perigoso. Determinada a trazer a irmã de volta à realidade, Devon organiza uma intervenção — apenas para se ver envolvida na teia manipuladora de Michaela. Ao longo de um fim de semana explosivo, as tensões latentes em torno de classe, poder e lealdade chegam ao auge em um desenrolar sombriamente cômico de irmandade e controle.

## Elenco e personagens

### Principal
- Meghann Fahy como Devon DeWitt, irmã mais velha de Simone
- Milly Alcock como Simone DeWitt, irmã mais nova de Devon e assistente pessoal de Michaela
- Glenn Howerton como Ethan Corbin III, o vizinho dos Kells
- Bill Camp como Bruce DeWitt, pai de Devon e Simone, que é diagnosticado com demência de início precoce
- Felix Solis como José, o gerente da Cliff House que está no grupo de texto com a ajuda, excluindo Simone
- Kevin Bacon como Peter Kell, o marido bilionário de Michaela, que vem de uma família rica e é o CEO da Kell Securities.
- Julianne Moore como Michaela "Kiki" Kell, esposa de Peter e chefe de Simone, que é uma ex-advogada

### Recorrente
- Britne Oldford como Missy, a governanta sazonal dos Kells
- Josh Segarra como Raymond, ex-namorado casado de Devon e atual chefe com quem ela ocasionalmente dorme
- Trevor Salter como Jordan/Morgan, capitão do iate de Ethan e interesse amoroso de Devon
- Lauren Weedman como Patrice, a chef pessoal dos Kells
- Emily Borromeo como Astrid, uma das amigas de Michaela
- Jenn Lyon como Cloe, outra amiga de Michaela
- Erin Neufer como Lisa, outra amiga de Michaela

## Episódios
| N.º na temp. | Título                                    | Dirigido por    | Escrito por                         | Lançamento         |
| --- | ----------------------------------------- | --------------- | ----------------------------------- | ------------------ |
| 1 | "Exile" "Exílio" (BR/PT)                  | Nicole Kassell  | Molly Smith Metzler                 | 22 de maio de 2025 |
| Depois de passar a noite na prisão, Devon parte em busca da sua irmã mais nova, Simone, para convencê-la a voltar para Buffalo e ajudar a cuidar do pai, Bruce, que foi diagnosticado com demência precoce. Ela localiza Simone na remota propriedade de Michaela, na ilha de Port Haven. Michaela é uma ex-advogada que se tornou fundadora de um santuário de pássaros e é casada com Peter, um bilionário. Devon descobre que Simone, que trabalha como assistente pessoal de Michaela, está profundamente envolvida numa vida performativa e cuidadosamente planejada — ela tem um relacionamento secreto com Ethan, o excêntrico vizinho de Michaela, e esconde seu passado, incluindo o fato de ter sido criada em um orfanato e de ter uma irmã. Devon fica cada vez mais perturbada com a estranha dinâmica da propriedade, que lembra uma seita, com regras rígidas, acordos de confidencialidade e vigilância constante. Seu desconforto aumenta ao observar a proximidade inquietante de Simone com Michaela. Simone recusa-se a voltar para casa, e Michaela oferece a Devon US$ 10.000 para que ela vá embora discretamente, o que Devon recusa com raiva. Devon confidencia a um funcionário chamado Jose sobre suas dificuldades com a hipersexualidade depois de tentar seduzi-lo sem sucesso e passa a noite com Morgan, o capitão do iate de Ethan.                                                                   |                                           |                 |                                     |                    |
| 2 | "Talons" "Garras" (BR/PT)                 | Nicole Kassell  | Bekah Brunstetter                   | 22 de maio de 2025 |
| Devon invade a propriedade de Michaela, determinada a convencer Simone a partir e voltar para casa. O reencontro delas se transforma numa discussão, com Simone a mencionar o caso de Devon com o seu chefe casado, Raymond. Elas são interrompidas por Michaela, que ordena a José que acompanhe Devon até à saída. Seguindo as instruções de Michaela e sem o conhecimento de Simone, Devon é presa por invasão de propriedade. Enquanto está na prisão, ela ouve rumores de que a propriedade é uma seita e que Michaela empurrou a ex-mulher do seu marido Peter, Jocelyn, de um penhasco. Mais tarde, Michaela concorda em pagar a fiança de Devon para que ela saia da prisão, depois que Devon decide ficar e se misturar. Quando ela cruza com Peter, que acabou de voltar de Tóquio, ela o questiona sem sutileza sobre Jocelyn, mas as respostas evasivas dele aprofundam as suas suspeitas. Enquanto Michaela se prepara para uma sessão fotográfica da Vanity Fair focada no seu santuário de pássaros — seguida de um funeral luxuoso para os pássaros —, ela e Peter descobrem que Simone tem saído à noite para se encontrar com Ethan. Temendo a reação de Michaela, Simone esconde-se e tem um ataque de pânico. Alertada por José, Devon encontra-a escondida e conforta-a, tendo descoberto anteriormente que ela parou de tomar o seu Klonopin.                                                                     |                                           |                 |                                     |                    |
| 3 | "Monster" "Monstro" (BR/PT)               | Quyen Tran      | Colin McKenna                       | 22 de maio de 2025 |
| Depois de acordar, Simone se vê envolvida em mais uma discussão com Devon, durante a qual Devon revela que, desde que Simone foi para a faculdade, ela tem lutado contra o alcoolismo e foi presa duas vezes por dirigir embriagada. Enquanto isso, Michaela descobre que o chocolate que Peter lhe deu, supostamente de Tóquio, não era autêntico, o que a leva a suspeitar que ele possa estar a traí-la. Ela manda Simone espioná-lo, mas Peter a pega e admite que viajou secretamente para conhecer o seu neto pela primeira vez. Ele escondeu isso de Michaela por causa da relação tensa dela com os seus filhos. Após a confissão, ele tenta beijar Simone, mas ela recua. Ao longo do dia, Simone tenta repetidamente entrar em contacto com Ethan, sem sucesso. Devon começa a suspeitar que Michaela tem algo a ver com o desaparecimento repentino de Ethan. A situação se agrava quando eles vão à casa de Ethan para procurá-lo — apenas para ele entrar, tendo acabado de voltar de Buffalo, acompanhado por Bruce e Raymond, que tem atuado como seu cuidador. A sala fica em silêncio enquanto Ethan explica sua ausência — e então surpreende a todos ao pedir Simone em casamento na hora. |                                           |                 |                                     |                    |
| 4 | "Persephone" "Perséfone" (BR/PT)          | Quyen Tran      | Molly Smith Metzler & Colin McKenna | 22 de maio de 2025 |
| Durante o pedido de casamento de Ethan, Michaela chega à casa dele à procura de Simone. Oprimida, Simone não dá uma resposta e sai a chorar. Michaela consola-a, desaconselha-a a aceitar o noivado e oferece-lhe um cargo como presidente da fundação em Nova Iorque. Michaela e Peter se reconciliam depois que ela percebe que ele não foi infiel. Naquela noite, Ethan, Devon, Bruce, Raymond, Morgan e outros jantam na casa de Michaela, onde Peter os convida para um jantar de gala humanitário para o santuário de pássaros que estão a organizar no dia seguinte. Simone diz a Devon que não sente nenhuma responsabilidade para com o pai, citando anos de negligência, sua tentativa de suicídio e culpando-o pelo suicídio da mãe, o que leva a uma discussão entre as irmãs. Devon sai furiosa para a praia, seguida por seus namorados Morgan e Raymond, onde ela termina seu relacionamento tóxico com Raymond. Mais tarde, Simone conversa com Ethan e termina claramente o relacionamento deles. Bêbado e perturbado, Ethan ataca Simone e acidentalmente cai de um penhasco. O fotógrafo da Vanity Fair revela uma foto secreta que tirou do beijo de Simone e Peter, despertando a fúria de Michaela. |                                           |                 |                                     |                    |
| 5 | "Siren Song" "A Canção da Sereia" (BR/PT) | Lila Neugebauer | Molly Smith Metzler                 | 22 de maio de 2025 |
| Ethan sobrevive à queda do penhasco. Morgan convida Devon para uma viagem de iate de um mês, mas ela recusa, preferindo voltar para Buffalo com Bruce. Motivada pela foto do beijo, Michaela demite Simone, deixando-a em estado de choque. José acompanha Simone, Devon e Bruce para buscar Raymond na prisão, onde ele passou a noite a recuperar a sobriedade. Durante a ida para buscá-lo, Simone foge para se despedir de Peter. José volta para buscá-la. No jantar de gala, Devon acusa Michaela de liderar uma seita e estar envolvida na morte de Jocelyn — apenas para descobrir que Jocelyn está viva, vivendo reclusa após uma cirurgia plástica mal sucedida. Peter diz a Michaela que quer o divórcio e confessa que se sente desmotivado, ressentido por não terem filhos e com medo da coleção de provas de seus casos extraconjugais que Michaela guardou — com o objetivo de protegê-la sob o acordo pré-nupcial. Ele começa um relacionamento com Simone e pede a José para acompanhar Michaela até a saída. Devon confronta Simone sobre seu envolvimento com Peter. Simone a convida para ficar na propriedade com Bruce, mas ela recusa. No ferry de volta para casa, Devon encontra Michaela e pede desculpa pelas suas acusações, e Michaela incentiva Devon a descontar o cheque de 10 000 dólares que lhe deu. Simone, agora dona da Casa no Penhasco, olha para o mar com um sorriso de satisfação no rosto. |                                           |                 |                                     |                    |

## Produção
Em fevereiro de 2024, a Netflix planejou Sereias como uma série limitada, com Molly Smith Metzler contratada para ser criadora, escritora, showrunner e produtora executiva. A série é baseada em sua peça de teatro de 2011, Elemeno Pea. Dani Gorin, Tom Ackerley e Margot Robbie também foram nomeados como produtores executivos sob sua bandeira de produção, LuckyChap Entertainment.  Em julho de 2024, a revista Variety relatou que Julianne Moore, Meghann Fahy e Milly Alcock foram escaladas para os papéis principais. Nicole Kassell foi anunciada como diretora dos dois primeiros episódios e também atuou como produtora executiva da série. Mais tarde naquele mês, onze membros adicionais do elenco foram anunciados, incluindo Kevin Bacon e Glenn Howerton nos papéis principais.  

## Música
A música da série foi composta por Michael Abels . Em 22 de maio de 2025, a Netflix Music lançou o álbum Sirens Soundtrack, de Michael Abels.

## Lançamento
A série estreou em 22 de maio de 2025, na Netflix. 

## Recepção

### Audiência
Na semana de 19 de maio de 2025, Sereias ficou em primeiro lugar nas paradas de qdos EUA da Nielsen, tanto na programação original quanto no Top 10 geral. A série registrou aproximadamente 1,4 bilhão de minutos assistidos durante esse período. 

### Recepção crítica
Sereias recebeu críticas geralmente favoráveis dos críticos. No site agregador de críticas Rotten Tomatoes, 77% das 64 críticas foram positivas, com uma classificação média não especificada. O consenso crítico do site diz: "Sereias canta uma melodia testada e comprovada graças às performances louváveis de Julianne Moore, Meghann Fahy e Milly Alcock."  No Metacritic, que atribui uma pontuação média ponderada, a série tem uma classificação de 66 de 100 com base em 30 avaliações, indicando "críticas geralmente favoráveis". 
Ben Travers do IndieWire concedeu à série um A−, elogiando as atuações principais e observando que Moore "encontra o tom certo para Michaela - crível e mística, fácil de estereotipar, mas difícil de definir."  Lucy Mangan do The Guardian deu à série uma classificação de cinco estrelas, chamando-a de "um estudo infinitamente divertido em sala de aula e família", descrevendo-a como "um deleite espirituoso e cheio de estrelas que percorre cinco episódios concisos."  Roxana Hadadi do Vulture destacou a dinâmica complexa entre as irmãs, escrevendo que "as atuações espinhosas de Fahy e Alcock dão à série um choque atraente e distinto."  John Anderson do The Wall Street Journal comentou: "Em Sirens, o dinheiro simplesmente fornece os meios para ser o monstro que você é." 

### Indicações à Prêmios
| Ano  | Prêmio                              | Categoria                                                                       | Indicado(s)                                                                                 | Resultado | Ref.   |
| ---- | ----------------------------------- | ------------------------------------------------------------------------------- | ------------------------------------------------------------------------------------------- | --------- | ------ |
| 2025 | TCA Awards                          | Realização notável em filmes, minisséries e especiais                           | Sirens                                                                                      | Pendente  | [ 16 ] |
| 2025 | Primetime Creative Arts Emmy Awards | Figurinos contemporâneos excepcionais para série limitada ou antologia ou filme | Caroline Duncan, Paul Thompson, Tricia Barsamian, Heather Breen e Sarah Bacot (por "Exile") | Pendente  | [ 17 ] |
| 2025 | Primetime Creative Arts Emmy Awards | Melhor Edição de Imagem para Série Limitada ou Antologia ou Filme               | Catherine Haight (por "Exile")                                                              | Pendente  | [ 17 ] |
| 2025 | Primetime Emmy Awards               | Melhor Atriz Principal em Série Limitada ou Antologia ou Filme                  | Meghann Fahy                                                                                | Pendente  | [ 17 ] |
| 2025 | Primetime Emmy Awards               | Melhor Direção para Série Limitada ou Antologia ou Filme                        | Nicole Kassell (por "Exile")                                                                | Pendente  | [ 17 ] |